# Bürgerpark Marzahn
Der Bürgerpark Marzahn (anfangs Wohngebietspark genannt) ist eine Parkanlage im Berliner Ortsteil Berlin-Marzahn. Das Bezirksamt Marzahn-Hellersdorf hat die Erholungsanlage bis zum Jahr 1992 gestalten lassen.

## Geschichte
Die zuerst acht Hektar große Parkanlage wurde im Jahr 1992 der Öffentlichkeit übergeben. Ein Jahr später eröffnete nach dreijähriger Bauzeit im Park ein von den Berliner Bäder-Betrieben betriebenes Freibad, das Platsch genannte Kinderbad Marzahn. Außerdem entstand für die Kinder und Jugendlichen ein Spielplatz mit verschiedenen Spielmöglichkeiten sowie eine Skateboard-Anlage und eine Rodelbahn. Ein in der Nähe stehendes elfgeschossigen Wohngebäudes in der Ludwig-Renn-Straße stand einige Jahre leer und wurde dann abgerissen. Die frei gewordene Grundfläche von 9500 Quadratmetern diente dazu, den Park im Jahr 2009 entlang der Ludwig-Renn-Straße zu erweitern. Die Gesamtkosten für die Erweiterung betrugen 218.000 Euro und entstammten dem Projekt Stadtumbau Ost.
Der Weg zwischen der Ludwig-Renn-Straße (Höhe Terrassenhaus) und der Straßenbahnhaltestelle Bürgerpark Marzahn dient Kindern als Schulweg; dessen Übersichtlichkeit und Sicherheit ließ das Bezirksamt im Jahr 2014 verbessern. Die Bürger des Quartiers haben sich am Planungsprozess im Rahmen eines Pilotprojektes der Initiative Aktionsräume plus beteiligt. Die Baukosten betrugen 139.600 Euro.

## Kurze Beschreibung samt Umgebung
Der Park verfügt über ein ausgebautes Wegenetz, das auch von Radfahrern benutzt wird, zwei Teiche, zwei große Liegewiesen sowie zahlreiche Beete. Busch- und Baumflächen bieten eine erholsame Freizeitanlage für Anwohner und Gäste. Auch Skulpturen und Sitzgelegenheiten gehören zum Park.
In der Nähe, an der Ludwig-Renn-Straße befindet sich der Hochzeitspark Marzahn-Hellersdorf, in dem Brautleute und andere Spender Bäume gepflanzt haben. An dessen nördlichem Rand (an der Mehrower Allee) gibt es seit 2006 den Garten der Begegnung, einen ehemaligen Schulgarten, in dem einerseits die Anwohner kleine Beete anlegen können, andererseits mit Sitzecken ein kultureller Treffpunkt entstanden ist.